# Bustillo del Monte
Bustillo del Monte es una localidad del municipio de en Valderredible, la Comunidad Autónoma de Cantabria (España). Limita al norte con Valdeprado del Río, al este y sureste con la provincia de Burgos y al oeste y suroeste con la provincia de Palencia, ambas pertenecientes a Castilla y León. A escasa distancia de Bárcena de Ebro y a 940 m de altitud se halla este pueblo, en el que residen 44 hab. (2024). Lo separan de Polientes 20 kilómetros.
El deporte practicado es el pasabolo.

## Paisaje y naturaleza
Al sur de Bustillo se conserva una extensa franja de bosque mixto de robles y de hayas y, en los alrededores, dos buenas muestras de robles centenarios como en el caso de El Abuelo, cuyo tronco en su parte baja mide más de seis metros de perímetro. Este ha sido víctima de varios intentos de incendio. Este roble se encuentra en dirección hacia "la cruz vieja". Al pie del basurero, alzando la vista hacia el centro del monte, se encuentra resplandeciente e impactante el más grande y antiguo de los árboles que posee Bustillo del Monte.

## Historia

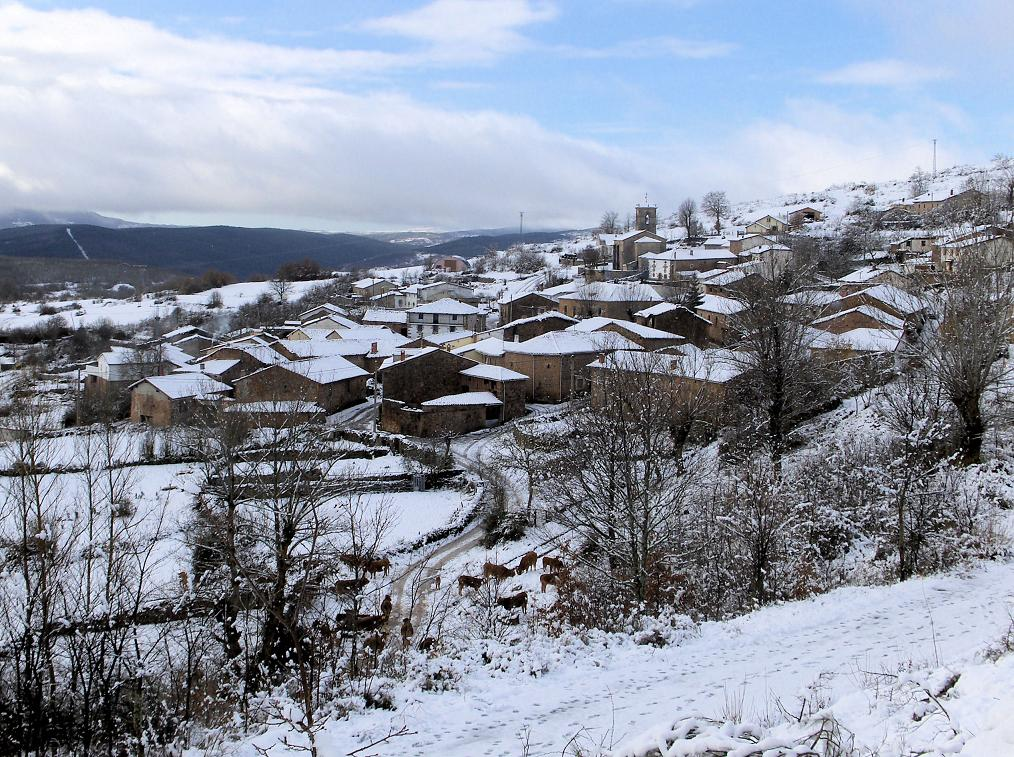
Invierno en Bustillo del Monte.

BUSTILLO: De "busta", palabra sufijada que significa pequeño pastizal comunal.

DEL MONTE: Del latín "montis" que significa lugar poblado de árboles.
En Bustillo del Monte nació el religioso Daniel García González, ‘Don Daniel’ (1899–1969). También nació en la localidad el sacerdote de la orden Marianista, R.P. Alfonso Gil (1927-2011), quien desempeñó importantes cargos en la Orden en Chile y Argentina, como rector de establecimientos educacionales y superior de la Provincia Marianista de Los Andes.

## Patrimonio histórico
El pueblo conserva un interesante conjunto de arquitectura rural con bellas alineaciones de casas delimitando las principales calles. Lo más destacable es el edificio en el que actualmente se ubica el Centro Cultural, de sillería, con triple arquería en el zaguán apoyada en potentes columnas, cuya construcción hay que llevarla al siglo XVII.

### La iglesia de San Martín

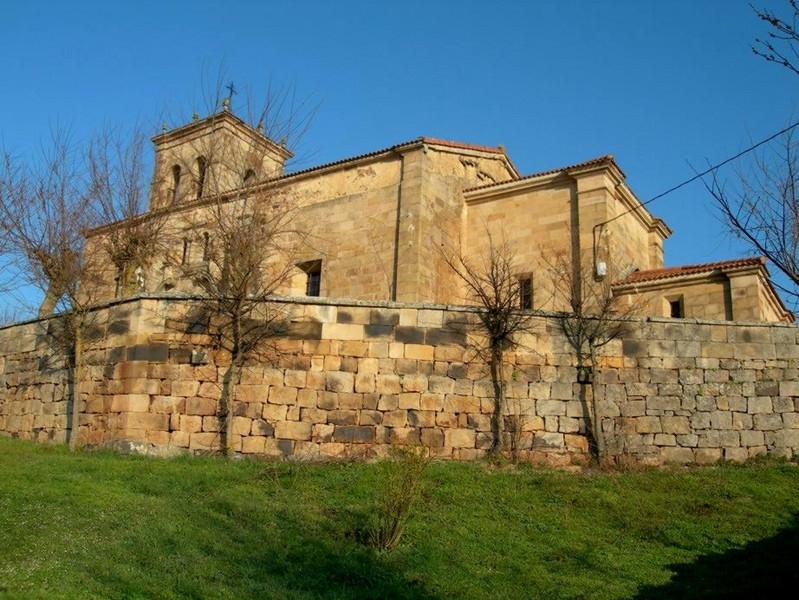
Iglesia de San Martín.

Su iglesia de San Martín es barroca del siglo XVIII y alberga en su interior una virgen sedente gótica del siglo XIV. Cabe destacar que el tejado de esta iglesia ha sido recientemente renovado para evitar posibles derrumbamientos, también hay que destacar que en el mes de diciembre está pensado reconstruir las partes de la iglesia que presenten peor aspecto. 
El campanario cuenta con una altura que casi llega a doblar la de la misma iglesia, este campanario cuenta con 2 campanas aunque antaño tuvo 4. En las 2 actuales hay varias inscripciones en latín en las que se puede distinguir "Bustelli a Monte MCMXVII" en la primera campana y "CHRISTUS REGNAT, CHRISTUS VINCIT, CHRISTUS IMPERAT" en la segunda. También, en una piedra de la torre del campanario, más o menos a cinco metros sobre la puerta está grabada una inscripción en la que cuenta quien fue el cura que ordenó la construcción de la iglesia y el año en el que lo ordenó.

### El Chigri
Este edificio, El Chigri, actualmente cubre la función de sede social de la Sociedad "Bustillo el Chigri" y el Club Deportivo "Los Matorrizos Bustillo" con el local haciendo las funciones de bar y lugar de reunión. Aunque esto solo en la planta baja, donde de izquierda a derecha están situados los servicios, el bar y el almacén. En la planta de arriba, la antigua cocina se usa de sala de espera y la habitación contigua de habitación para uso exclusivo del médico y su paciente. La habitación frente a la sala de espera se usa para reunión o sitio de queda de la juventud del pueblo, conocida como, Q.T.R

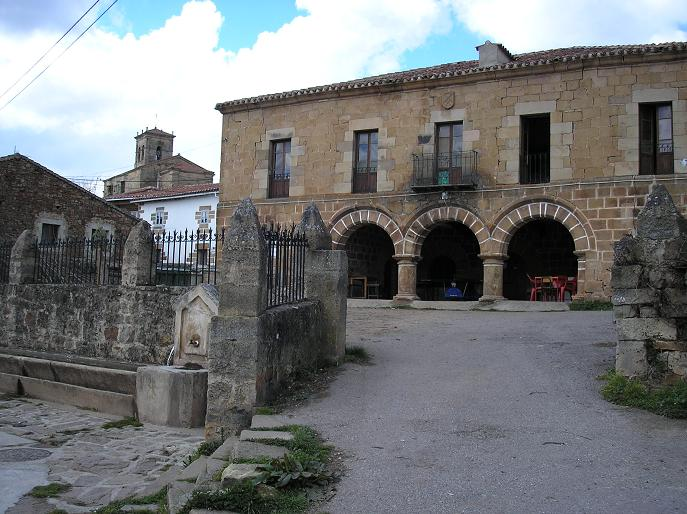
Centro cultural El Chigri.

Este edificio fue construido por orden expresa de un alto cargo del clero, durante unos años, funcionó como colegio mayor, pero cuando por alguna razón se cerró, paso a manos privadas, hasta donde sabemos, en los primeros años del siglo XX, el edificio con su huerta y cortes anexas, lo compró Felipe Fernández, conocido como "El Manchonero", un vecino con recursos recién llegado al pueblo y casado con una vecina del pueblo llamada Serapia, fue allá por el año 1950, cuando el Concejo decidió la compra, con el fin de trasladar allí la escuela, el precio fue de 85000 pts. Así que fue el ayuntamiento quien lo adquirió con el fin de usarlo como centro educativo, y ese fue su cargo durante varios años y debido al decrecimiento social, a la falta de profesores y como consecuencia de necesidad de gente para los trabajos caseros en la familia, este centro fue cerrado para posteriormente crear en su planta baja el actual local social.
Además del edificio el Chigri cuenta con un patio frente al recientemente asfaltado, que normalmente es usado como zona de baile en las fiestas. Este edificio también cuenta con una bolera a su derecha par disfrute gratuito por quien lo solicite.
Dato histórico: Lo más destacable del pueblo es el edificio en el que actualmente se ubica el Centro Cultural, de sillería, con triple arquería en el zaguán apoyada en potentes columnas, cuya construcción hay que llevarla al siglo XVII.

## Fiestas
El 7 de octubre se celebran en Bustillo las fiestas patronales, en estas fiestas se celebran, aparte de los campeonatos (cross, subida ciclista, campeonato de pasabolo-tablón...) y las verbenas, las populares "Dianas", las cuales se basan en la idea de compartir.
Las Dianas constan de una misa a la Virgen del Rosario en la iglesia seguida de una procesión recorriendo por todo el pueblo con la virgen a los hombros de cuatro jóvenes, al devolver la virgen a la iglesia es cuando empieza realmente la fiesta.
Es ahora cuando se recorren todas y cada una de las casas habitadas del pueblo en las cuales hay para disfrute de todos muchos y variados aperitivos (como son tortilla española, pastel, patatas fritas, chorizo, chistorra, langostinos... ), junto con gran variedad de bebidas. Todo ello acompañado con un grupo musical formado por un tamborilero y un acordeonista, e incluso algunas veces se une a este grupo un flautista.